# Elizabeth Diller
Elizabeth Diller   (Łódź, 1954) és una arquitecta estatunidenca nascuda a Polònia, en el si d'una família supervivent de l'Holocaust, que va emigrar a Nova York quan era nena. És co-fundadora de la signatura estatunidenca d'arquitectura Diller Scofidio + fundada el 1979 al costat de Ricardo Scofidio, i que té seu a Manhattan.
Diller inicialment va estudiar arquitectura en la Cooper Union i Art a Nova York i va rebre una llicenciatura en Arquitectura el 1979. En el mateix any va fundar juntament amb Ricardo Scofidio, a qui havia conegut mentre estudiava, l'estudi d'arquitectura Diller + Scofidio. En els anys 1981-1991 Diller va treballar en la Cooper Union com a conferenciant i des de 1990 a la Universitat de Princeton com a professora activa. El 2004 es va unir com a soci a la signatura d'arquitectes Charles Renfro. Per aquesta raó, l'oficina va ser reanomenada a Diller Scofidio + Renfro (DS + R). Diller ara viu i treballa en conjunt amb Scofidio a Chelsea (Manhattan).
La seva trajectòria inclou instal·lacions i actuació artística utilitzant totes les formes de les arts i les col·laboracions amb tot un seguit d'artistes que van des de les arts visuals a les arts escèniques.
El 1999 va rebre juntament amb Scofidio una beca MacArthur. En 2008 va ser triada membre de l'Acadèmia Americana de les Arts i les Ciències i en 2011 membre de l'Acadèmia Nacional de Dibuix dels Estats Units.

## Obres

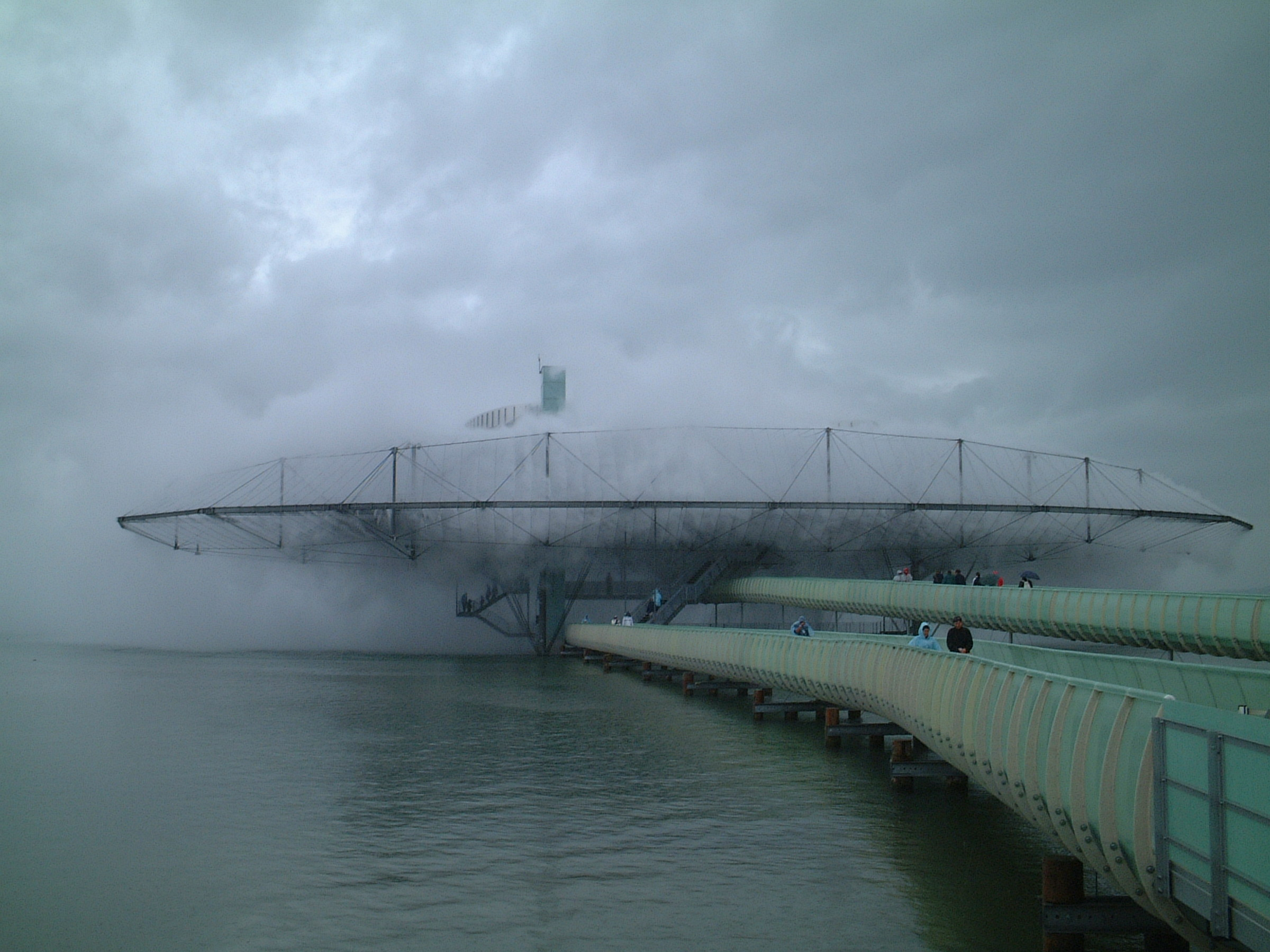
Blur Building a l'Exposició Nacional de Suïssa el 2002.

- Blur Building, 2002, Yverdon-els-Bains, Suïssa, amb motiu de l'Expo02 (Exposició Nacional Suïssa de 2002).
- Rehabilitació de la High Line, el tren lleuger que va de Nova York a Chelsea
- Eyebeam Institute of Technology, al carrer 21, Nova York (projecte presentat en la Biennal de Venècia de 2002 a 2004).